# Varga-Berde Mária
Varga-Berde Mária (Sepsiszentgyörgy, 1960. július 1.–) erdélyi magyar gépészmérnök és nyelvész.

## Életútja
Középiskoláit szülővárosában, a Székely Mikó Kollégiumban végezte (1979), majd a brassói Műszaki Egyetemen szerzett szerszámgépmérnöki oklevelet (1984). A sepsiszentgyörgyi Gépgyár tervezési osztályának mérnöke.
Több háromszéki község helynévanyagát gyűjtötte össze és tette közzé: Sepsikőröspatak és Fotosmartonos helynevei (NyIrK, 1979/2); Zalán és Feldoboly helynevei (Aluta, 1976–77).